# L'arca di Noè (film 1933)
L'arca di Noè (Father Noah's Ark) è un film del 1933 diretto da Wilfred Jackson.
È un cortometraggio d'animazione della serie Sinfonie allegre, distribuito negli Stati Uniti dalla Columbia Pictures l'8 aprile 1933 e basato sul racconto biblico dell'arca di Noè contenuto nel libro della Genesi (alla base anche di un altro corto Disney del 1959 intitolato Noah's Ark e animato a passo uno).

## Trama
Noè, i suoi figli Cam, Jafet e Sem, le loro mogli, la loro madre e tutti gli animali si stanno dando un gran daffare per costruire e ultimare l'arca in tempo prima che giunga il Diluvio universale mandato da Dio. Mentre le scimmie e i rinoceronti tagliano ancora il legname e le mogli lavano i panni, il Sole viene oscurato dalle nuvole e cominciano a cadere le prime gocce di pioggia. Noè e i suoi figli chiamano a raccolta con i corni tutti quanti a rifugiarsi nell'arca e così pian piano ogni specie di animale, con la sua metà, sale a bordo dalle alte giraffe ai bassi topolini, dalle veloci tigri alle lente tartarughe.
La nave si allontana dalla terraferma, ma la coppia delle puzzole è stata dimenticata e così i due animali sono costretti a tuffarsi e a raggiungere l'arca con una zattera formata da residui di legno. Passano i giorni e l'imbarcazione è continuamente sballottata a destra e a sinistra dalle forti onde e con essa anche gli animali, mentre Noè prega assieme ai figli e alle mogli Dio affinché la tempesta cessi presto. Le sue suppliche vengono ascoltate e finalmente gli animali possono scendere e ripopolare la terra assieme agli uomini.

## Produzione
La bozza del film iniziò a circolare nello studio a novembre del 1932. Anziché passarsi tra di loro gli schizzi nella sala riunioni com'era abitudine allora, gli sceneggiatori appuntarono i disegni su una bacheca per trasmettere la narrazione, in una sorta di storyboard preliminare (tuttavia, come ricordò il regista Wilfred Jackson, gli schizzi illustravano solo una certa gag o una breve azione sequenziale piuttosto che seguire il percorso narrativo dall'inizio alla fine).
L'animazione del film iniziò a gennaio del 1933. In quel periodo gli animatori venivano istruiti sul disegno dal vivo da Donald W. Graham del Chouinard Art Institute, tuttavia dimostravano ancora dei punti deboli nell'animazione delle figure umane (essendo esse poco utilizzate nei cartoni animati dello studio). Poiché L'arca di Noè si basa su una profusione di movimento con molti personaggi sullo schermo, gli animatori principali dello studio – Norman Ferguson, Dick Lundy e Clyde Geronimi – animarono solo brevi sequenze chiave. I giovani animatori Disney, supervisionati da Ben Sharpsteen, dominano gran parte dell'azione del film. Hamilton Luske divenne un animatore vero e proprio durante la produzione di questo cartone animato. La colonna sonora fu composta dal neoassunto Leigh Harline, che per il brano di apertura si basò sulla prima delle dodici contraddanze di Ludwig van Beethoven. La produzione del film terminò a marzo.

## Distribuzione

### Edizione italiana
Il corto fu distribuito in Italia nel 1933 in lingua originale, venendo doppiato dalla Royfilm nel 2004 in occasione della distribuzione in DVD. Non essendo stata registrata una colonna internazionale, nelle scene cantate la musica è sostituita da una versione sintetizzata.

### Edizioni home video

#### VHS
America del Nord
- Silly Symphonies: Fanciful Fables (1986)
- Starring Silly Symphonies (6 ottobre 1987)

#### DVD
Il cortometraggio fu distribuito in DVD-Video nel secondo disco della raccolta Silly Symphonies, facente parte della collana Walt Disney Treasures e uscita in America del Nord il 4 dicembre 2001 e in Italia il 22 aprile 2004.